# 셔번 웨슬리 버넘
셔번 웨슬리 버넘(영어: Sherburne Wesley Burnham, 1838년 12월 12일 ~ 1921년 3월 11일)은 미국의 천문학자이다. 버넘 이중성 목록을 작성한 사람이기도 하다.

## 설명
셔번 웨슬리 버넘은 미국 버몬트주의 도시인 테트포드에서 태어났다. 그의 부모님은 로즈웰 O. 버넘과 마린다 버넘이다. 그는 테트포드에 있는 학원을 졸업했고 그것이 그가 배운 학교 교육의 정도였다. 그는 속기를 독학했고 1858년에는 뉴욕에 있었다. 버넘은 미국의 남북 전쟁 당시 뉴올리언스에 있는 북군의 기자였다. 뉴올리언스에 있는 동안에 그는 천문학에 대한 그의 흥미를 자극했던 인기있는 책인 '천국의 지리'의 한 권을 샀다. 전쟁이 끝난 후에 그는 시카고로 이주했고 20년 넘게 법원 기자로 일했다.
버넘은 4년(1888년-1892년)을 제외하고는 아마추어 천문학자였다. 그는 1902년에 법원의 보고를 떠났지만 시카고에 남아있었다. 1897년부터 1914년까지 여키스 천문대의 천문학자였다. 서번 웨슬리 버넘은 50년 이상 동안 버넘은 주로 쌍성에 관한 자신에 관한 하늘을 관찰하는 데 모든 여가 시간을 보냈다. 1840년대 동안 기본적으로 모든 쌍성들이 그 당시 사용 가능했던 도구들에 의해 보이는 것으로 여겨졌다. 프리드리히 폰 슈트루베와 그의 아들인 오토 슈트루베는 23 cm와 38 cm 망원경을 사용하여 도르파트 천문대와 풀코보 천문대에서 일하는 많은 쌍성들의 목록을 작성했다.
1872년부터 1877년까지 15cm(5.9인치) 작은 망원경으로 버넘은 유럽의 천문학자인 뎀보스키 남작의 도움을 받아 451개의 새로운 쌍성들을 발견했다. 그는 버넘이 새로 발견한 쌍성들의 정확한 위치와 분리를 측정했다. 1873년-1874년에 그는 이중성 목록을 만들었다. 그는 왕립천문학회의 회원이 되었다. 그는 계속해서 이중성을 발견했고 나중에 1,290개의 이중성 목록을 출판했다. 1906년에 그는 13,665쌍의 별을 포함하는 버넘 이중성 목록을 출판했다.
버넘의 작품의 질은 그를 위해 천문대의 문을 열었고 그는 릭, 예르케스 그리고 다른 천문대에서 더 강력한 악기들을 접할 수 있었다. 그는 1,340개의 쌍성을 발견한 것으로 알려져 있다. 버넘은 반세기 후에 허빅-아로천체라 불리는 첫 번째 예를 발견했다. 황소자리 T(현재 HH 255로 표기)라고 불리는 하로 천체이다. 그는 1894년에 왕립천문학회 금메달을 받았다. 프랑스 과학 아카데미는 1904년에 그에게 랄랑드 상을 수여했다. 달분화구인 버넘과 소행성인 834 버너미아는 그를 기리기 위해서 이름이 지어졌다.